# Associação Arte Despertar
A Associação Arte Despertar é uma organização sem fins lucrativos fundada em 1997, na capital de São Paulo. 
Ela trabalha com a cultura, arte e educação, com foco em saúde, inclusão
sociocultural e difusão do conhecimento com crianças, adolescentes e jovens em
comunidades e educadores de instituições socioculturais e educacionais;
pacientes, acompanhantes e colaboradores da saúde em hospitais.
Em sua trajectória de 17 anos já realizou mais de 419 mil atendimentos.

## Metodologia
A Arte Despertar desenvolveu uma metodologia própria em que utiliza a arte como instrumento de comunicação e expressão e a cultura no resgate de identidade e histórias de vida. Por meio das linguagens da arte, como música, artes visuais e literatura/contação de histórias, visa atingir sua missão de despertar a potencialidade de indivíduos, possibilitando o exercício de ações transformadoras.
Sua metodologia está em sintonia com os parâmetros da Política Nacional de Humanização, em especial os relacionados ao respeito, estímulo e valorização do indivíduo, promoção da ética nas relações, diálogo e solidariedade.
Todas as ações são planejadas, realizadas e avaliadas por uma equipe técnica de arte-educadores, psicólogos e pedagogos da Associação.

## Apoio
Atua com o apoio de leis de incentivo do governo federal, estadual e municipal. Do governo federal pelo Ministério da Cultura (MinC) através da Lei Rouanet;  do estadual pelo Programa de Ação Cultural (ProAc-ICMS), da Secretaria da Cultura do Estado de São Paulo ;  e do municipal pelo Fundo Municipal da Criança e do Adolescente (FUMCAD) , através do Conselho Municipal dos Direitos da Criança e do Adolescente (CMDCA), pelo da Prefeitura Municipal de São Paulo .

## Prêmios
A Arte Despertar conquistou em 2009 e 2010, o I e II Prêmio Cultura e Saúde , promovido pelos Ministérios da Cultura  e Saúde .